# Plan 75
Pour plus de détails, voir Fiche technique et Distribution.
Plan 75 est un film réalisé par Chie Hayakawa, sorti en 2022.

## Synopsis
Pour faire face au vieillissement de sa population, le Japon met en place le « plan 75 », un programme permettant d'accompagner les personnes âgées de plus de 75 ans pour se faire euthanasier.

## Fiche technique
Source : dossier de presse
- Titre : Plan 75
- Réalisation : Chie Hayakawa
- Scénario : Chie Hayakawa, d'après une histoire de Chie Hayakawa et Jason Gray
- Photographie : Hideho Urata
- Musique : Rémi Boubal
- Décors : Setsuko Shiokawa
- Montage : Anne Klotz
- Producteurs : Eiko Mizuno-Gray, Jason Gray, Frédéric Corvez, Maéva Savinien, Alemberg Ang
- Pays de production :  Japon,  France,  Philippines,  Qatar
- Sociétés de production : Loaded Films, Urban Factory et Fusee, co-production par Dongyu Club, Happinet-Phantom Studios et WOWOW
- Société de distribution : Eurozoom (France)
- Langue originale : japonais
- Format : couleur — 1,85:1
- Genre : drame, film de science-fiction
- Durée : 112 minutes
- Dates de sortie : 
  - Japon : 17 juin 2022[2]
  - France : 7 septembre 2022

## Distribution
- Chieko Baishō : Michi
- Hayato Isomura (ja) : Hiromu
- Stefanie Arianne : Maria
- Taka Takao (ja) : Yukio
- Yūmi Kawai : Yoko

## Autour du film
Plan 75 est le premier film de la réalisatrice Chie Hayakawa, elle avait déjà signé un sketch sur le même thème dans le film à sketches Anticipation Japon.
Plan 75 est sélectionné pour représenter le Japon à l'Oscar du meilleur film international 2023.
L'actrice principale, Chieko Baishō, est surtout connue pour avoir joué le rôle de la sœur du personnage principal, Tora-san, dans les 50 films de la série C'est dur d'être un homme.

## Accueil

### Critique
En France, le site Allociné propose une moyenne des critiques de presse à 3,1/5.

## Distinctions

### Récompenses
- Caméra d'or, mention spéciale au Festival de Cannes 2022[6]